# Monica Ogah
Monica Ene Ogah (sinh ngày 7 tháng 8 năm 1990), thường được biến đến là Monica Ogah, là ca sĩ người Nigeria, quán quân mùa thứ tư của MTN Project Fame West Africa năm 2011. Sau khi đạt giải, Ogah đã kí hợp đồng thu âm và ra mắt album đầu tiên của cô mang tên Sometime In August vào tháng 8 năm 2013.

## Thời thơ ấu
Là con út trong gia đình sáu người con, Monica Ogah sinh vào ngày 7 tháng 8 năm 1990 tại Makurdi, Benue State. Cô có cảm hứng từ mẹ của mình là thành viên của dàn hợp xướng nhà thờ và là người gây ra ảnh hưởng lớn nhất cho cô. Cô đã chia sẻ trong một bài phỏng vấn với Thisday News: "[Mẹ] luôn nhắc tôi rằng giọng tôi mới ngọt ngào làm sao khi tôi chỉ vừa cất tiếng khóc đầu đời mà bà nghĩ đó là giọng mà chúa trời đã ưu đãi ban cho." Cô còn tiếp tục tiết lộ rằng cha cô đã hy vọng rằng cô sẽ trở thành một y tá và sẽ không ủng hộ nguyện vọng âm nhạc của cô cho đến khi cô ấy tham gia chương trình thực tế Project Fame và nổi bật trong những thí sinh lọt vào vòng chung kết khi cô là người giành chiến thắng.
Những ngày đầu đi học của Ogah là tại trường mẫu giáo và trường tiểu học Bammco. Sau đó, cô theo học trường trung học nữ sinh Methodist Girls ở Otukpo, bang Benue. Tài năng ca hát của cô lần đầu tiên được vinh danh trong lớp học chủ nhật tại nhà thờ thời thơ ấu của cô.

## Sự nghiệp âm nhạc
Monica Ogah thử giọng cho Project Fame West Africa mùa 4 vào tháng 9 năm 2011. Cô đã vượt qua giai đoạn thử giọng và là một trong mười chín thí sinh được tham gia vào học viện âm nhạc. Ogah tỏa sáng trong suốt thời gian của mình trên chương trình, nhận được những ý kiến tích cực từ các giám khảo khi họ luôn ca ngợi các màn trình diễn của cô. Ngày 18 tháng 12 năm 2011, cô được công bố đã giành được chiến thắng, khiến cô trở thành nữ thí sinh thứ hai sau Chidinma giành được chiến thắng trong cuộc thi. Là phần thưởng cho người chiến thắng, Ogah nhận được một hợp đồng thu âm với Ultima Studios và được quản lí dưới trướng công ty Goretti Company.
Tháng 8 năm 2013, hai năm sau khi cô tham dự Project Fame, Ogah tung ra album phòng thu đầu tay của cô Sometime in August, trong đó còn có cả màn kết hợp với những ca sĩ như Wizboyy và Chidinma. Đóng góp cho việc sản xuất album đến từ TY Mix, Del B, Silvastone, Wizboyy, J. Sleek and Suspekt TY Mix, Del B, Silvastone, Wizboyy, J. Sleek và the Suspekt. Phong cách ca hát của cô từ R & B, pop, và soul đến highlife. Trước khi phát hành, đĩa đơn của album "Body Hug" đã nhận được sự phát sóng đáng kể trên các đài phát thanh trên khắp Nigeria và video âm nhạc của bài hát, được chỉ đạo thực hiện bởi Clarence Peters đã đạt được mức độ nổi tiếng đáng kể.
Tháng 4 năm 2014, Ogah phát hành một bài hát về tình yêu bằng tiếng Igbo mang tên "Obim bu nke gi" và được phối giọng với Harrysongz. Video âm nhạc kèm theo bài hát được quay tại Nam Phi.